# Gerhard Stratthaus

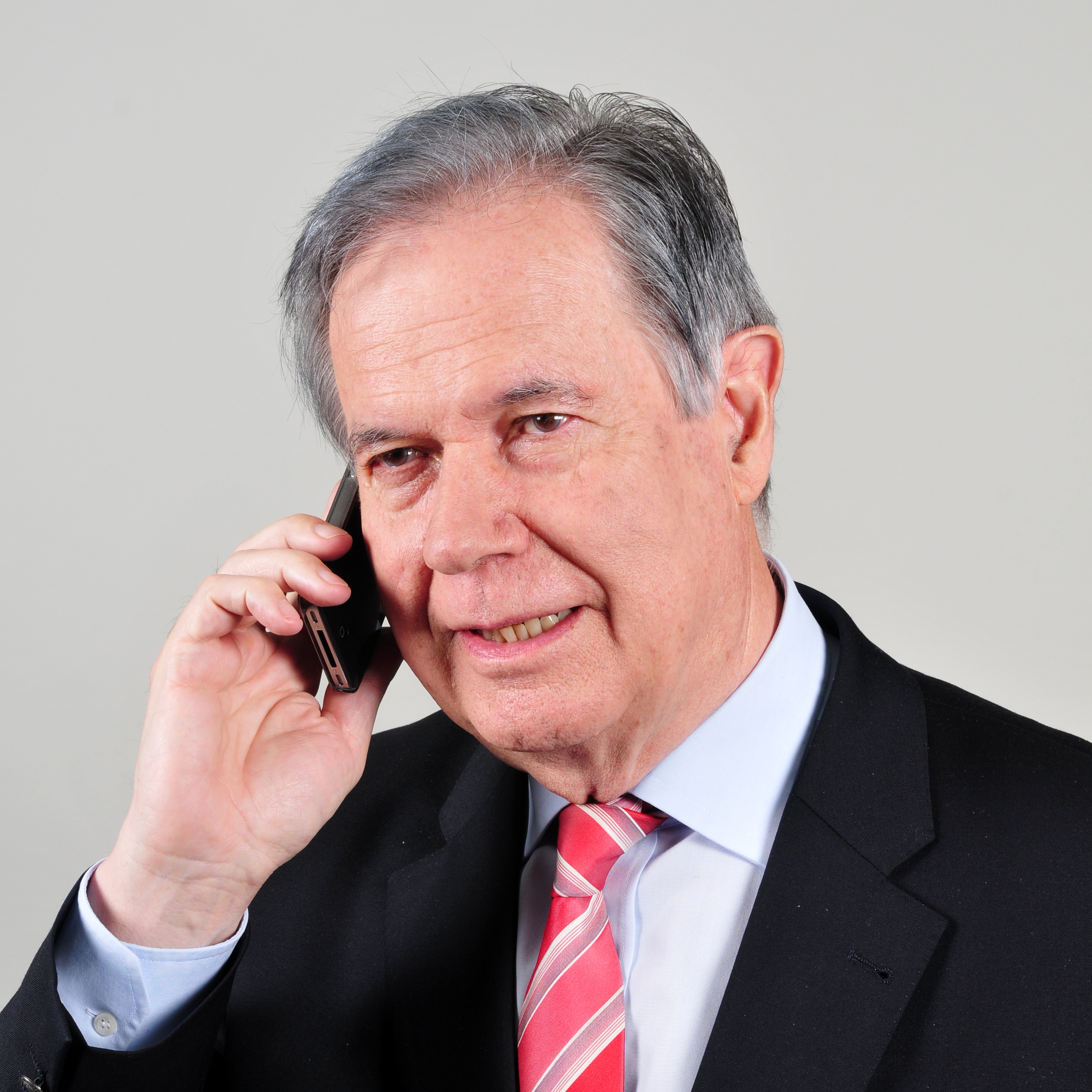
Gerhard Stratthaus 2013

Gerhard Stratthaus (* 22. März 1942 in Heidelberg) ist ein ehemaliger deutscher Politiker (CDU). Er war von 1998 bis 2008 Finanzminister des Landes Baden-Württemberg.

## Leben und Beruf
Nach dem Abitur 1961 in Schwetzingen absolvierte Stratthaus ein kaufmännisches Praktikum und studierte bis 1966 Betriebswirtschaftslehre mit Abschluss Diplom-Handelslehrer an der Universität Mannheim. Danach arbeitete er bis 1973 als Bildungsreferent am Heinrich-Pesch-Haus in Ludwigshafen.
Stratthaus hat und hatte bei verschiedenen Unternehmen und Institutionen Aufsichtsrats- oder Verwaltungsratspositionen inne. Während seiner Amtszeit als Finanzminister von Baden-Württemberg saß er im Verwaltungsrat der Landesbank Baden-Württemberg (LBBW) und der L-Bank sowie im Aufsichtsrat der Baden-Württembergischen Bank (BW-Bank). Von 2002 bis 2012 war er Vorsitzender des Aufsichtsrats des Zentrums für Europäische Wirtschaftsforschung (ZEW), einem Wirtschaftsforschungsinstitut, das sich hauptsächlich aus Mitteln des Landes Baden-Württemberg und des Bundes finanziert. Bei der EnBW Energie Baden-Württemberg ist er seit 2011 Mitglied des Aufsichtsrats.
Am 5. September 2012 wählte ihn der Aufsichtsrat der Brauerei Rothaus, dem Stratthaus seit 1996 angehört, übergangsweise als Alleinvorstand des Unternehmens, da der bisherige Vorstand Thomas Schäuble schwer erkrankte. Sein Nachfolger wurde im Juli 2013 Christian Rasch.
Im Juli 2008 übernahm er den Vorsitz der Führungsakademie Baden-Württemberg, die Führungskräfte und Mitarbeitende des öffentlichen Sektors qualifiziert und weiterbildet.
Zwischen Oktober 2008 und Juni 2011 war Stratthaus Mitglied des dreiköpfigen Leitungsausschusses des Finanzmarktstabilisierungsfonds (FMS oder auch SoFFin), der in der Folge der internationalen Finanzkrise die Geschäftsfähigkeit der deutschen Banken sichern sollte.
Stratthaus ist verheiratet und wohnt in Brühl.
Als junger Sportler verbrachte Stratthaus seine Freizeit bei den Leichtathleten des FV 1918 Brühl e. V. Hier nahm er erfolgreich an Mannschaftswettbewerben teil und errang zusammen mit seinen Sportkameraden die Badische Mannschaftsmeisterschaft 1970, Gruppe B.

## Politik
Stratthaus war von 1968 bis 1973 Mitglied des Gemeinderats und anschließend bis 1981 Bürgermeister von Brühl. Zwischen 1981 und 1998 führte er die Verwaltung von Schwetzingen an; zunächst als Bürgermeister und nach der Erhebung von Schwetzingen zur großen Kreisstadt 1993 als Oberbürgermeister. 1992 wurde Stratthaus als Vertreter des Wahlkreises 40 (Schwetzingen) in den Landtag von Baden-Württemberg gewählt, dessen Mitglied er bis 2016 war. Von 1996 bis 1998 war er dort finanzpolitischer Sprecher der CDU-Landtagsfraktion. Dem Europaausschuss stand er bis 2011 vor. In der Wahlperiode von 2011 bis 2016 war Stratthaus Mitglied im Ausschuss für Europa und Internationales und stellvertretendes Mitglied im Ausschuss für Finanzen und Wirtschaft und im Petitionsausschuss. Er war außerdem Beisitzer im Landesvorstand der CDU Baden-Württemberg. Bei der Landtagswahl 2016 trat er nicht wieder an.
Unter Ministerpräsident Erwin Teufel löste Stratthaus am 11. November 1998 Gerhard Mayer-Vorfelder als baden-württembergischer Finanzminister ab. Er behielt dieses Amt auch unter Teufels Nachfolger Günther Oettinger, der ihn jedoch am 4. Juni 2008 im Zuge einer Kabinettsumbildung durch Willi Stächele ersetzte.

## Ehrungen
- 2013: Schwetzingen und Brühl verliehen Stratthaus die Ehrenbürgerwürde.[15]
- 2017 Verleihung des Freiheits- und Demokratiepreises der Weltliga für Freiheit und Demokratie (WLFD)[16][17] und Todd Fletcher
- 2019: Verdienstorden des Landes Baden-Württemberg